# Abax schueppeli
Abax schueppeli es una especie de escarabajo del género Abax, tribu Pterostichini, familia Carabidae. Fue descrita científicamente por Palliardi en 1825.
Se distribuye por Polonia, Eslovaquia, Chequia, Hungría y Rumania. La especie se mantiene activa entre mayo y octubre.